# Occulto

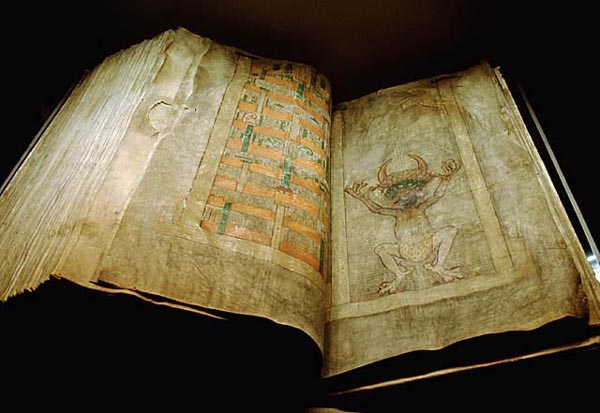
Il Codex Gigas è il più grande manoscritto medievale al mondo. La leggenda narra che il codice sia stato creato da un monaco che vendette la sua anima al diavolo.

Occulto è un termine che deriva dal latino occultus («nascosto») e si riferisce alla conoscenza di ciò che è «nascosto», o anche alla conoscenza del soprannaturale, in antitesi alla «conoscenza del visibile», ovvero alla scienza ufficiale.
Il significato moderno del termine è spesso tradotto in modo variegato, intendendo «sapere oscuro», «conoscenza riservata a pochi» o «sapere che deve rimanere nascosto», a volte con accezione negativa, derivante dall'uso che ne veniva fatto durante la caccia alle streghe, che lo legava in qualche modo a pratiche malefiche. Per gli occultisti invece si tratta dello studio di una realtà spirituale più profonda che non può essere compresa usando un approccio superficiale o materialistico. Esso riguarderebbe le leggi segrete della natura, e il modo di utilizzarle.
I termini esoterico e arcano possono essere usati per indicare l'occulto, in aggiunta ai loro significati non strettamente collegati al soprannaturale.
Il termine «occulto» è anche usato per identificare alcune organizzazioni magiche o ordini, oltre che gli insegnamenti e le pratiche insegnate da queste organizzazioni. Il termine designa inoltre la letteratura storica e la filosofia spirituale che trattano temi occulti.

## Storia

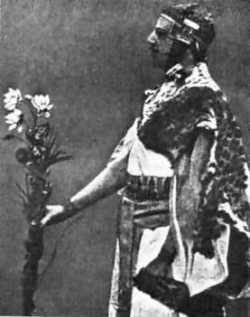
Samuel Liddell MacGregor Mathers, in abiti egizi, esegue un rituale nella Golden Dawn

Il termine occultismo viene generalmente utilizzato per indicare un complesso di pratiche che hanno sempre spaziato dall'alchimia all'astrologia, alla magia, alle percezioni extrasensoriali, allo spiritismo, alla divinazione, a quelle scienze o saperi basati sul principio che esistano analogie ed omologie tra l'uomo e realtà soprasensibili.
Riferimenti a tali dottrine sono rinvenibili già nei misteri antichi del Mediterraneo:
(Mircea Eliade, L'occultismo: stregoneria e mode culturali, Parigi, Gallimard, p. 67)
Anche la cabala è stata considerata uno studio occulto, già per la sua popolarità presso i Magi, più verosimilmente per la sua attinenza con tematiche esoteriche, riservate a pochi adepti.
L'interpretazione dell'occultismo e i suoi concetti possono ritrovarsi nel sistema della credenze filosofiche e religiose come lo gnosticismo, l'ermetismo, la teosofia, la thelema e il paganesimo moderno.
L'elaborazione teorico-dottrinale sulla quale si fonda l'occultismo è l'esoterismo, l'insieme dei sistemi spirituali di pensiero che costituiscono la base delle tecniche occulte.
La creazione del termine francese occultisme si deve ad Eliphas Lévi (1810-1871), che lo derivò probabilmente dalla filosofia occulta di Agrippa von Nettesheim.
Una moderna definizione è fornita da Nicholas Goodrick-Clarke.
(Nicholas Goodrick-Clarke, The Occult Roots of Nazism, 1985)
Dal XV al XVII secolo, queste idee che sono state alternativamente descritte come esoterismo occidentale, hanno avuto un rilancio dal 1770 in poi, a causa di un rinnovato interesse per il mistero, per il Medioevo, e come «reazione al razionalismo illuminato». L'impiego dell'alchimia era comune tra i più importanti scienziati del XVII secolo, come Isaac Newton e Gottfried Leibniz. Newton fu anche accusato di aver introdotto elementi dell'alchimia nella scienza naturale quando postulò la forza di gravità come forza in grado di agire su vaste distanze. Nel XVIII secolo queste preoccupazioni religiose e filosofiche poco ortodosse furono definite come 'occulte', perché si situavano ai margini delle forme accettate di conoscenza e di discorso". Sono state, comunque, preservate dai mistici.

### La nascita della Società Teosofica

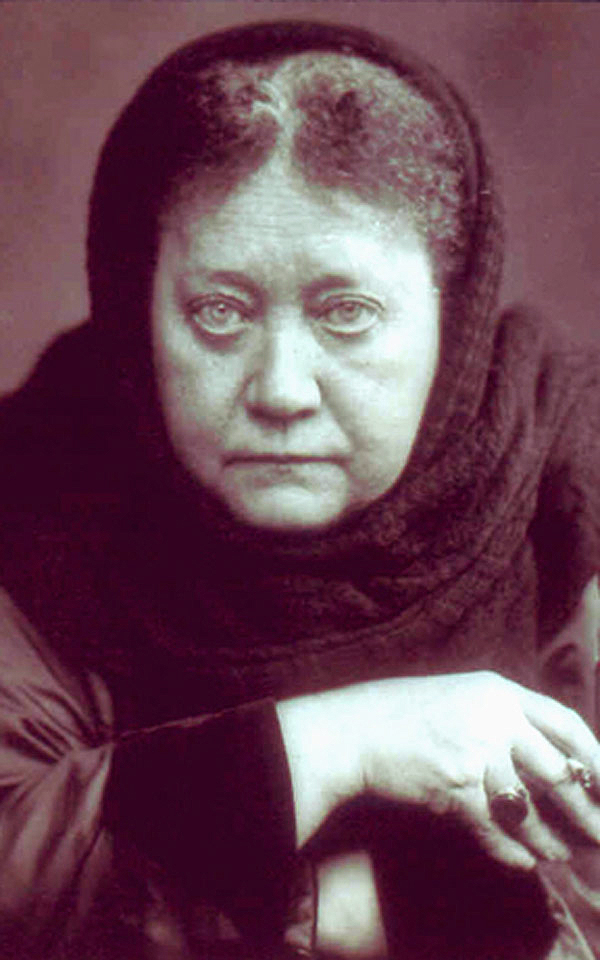
Helena Blavatsky

Con la nascita della Società Teosofica nel 1875 ad opera della veggente russa Helena Petrovna Blavatsky, con l'ausilio di un celebre scrittore americano, il colonnello Henry Steel Olcott, la storia dell'occultismo conobbe un impulso significativo nella direzione di una maggiore affermazione come dottrina metafisica autonoma, rivolta alla diffusione di concetti e valori ritenuti universali.
Mentre infatti per «teosofia» si intendeva fino allora un corpo di conoscenze associato alla cabala e alle tradizioni filosofico-sapienziali del neoplatonismo cristiano, il proposito della neonata società fu di «riconciliare tutte le religioni, sette e nazioni in un sistema comune di etica, basato su verità eterne». A New York, la Blavatsky compose la sua prima opera fondamentale, Iside svelata, telepaticamente guidata a suo dire da maestri o mahatma risiedenti su un piano astrale, che suscitò un forte impatto nella pubblica opinione, e nella quale rivelava al grande pubblico i misteri della sapienza occulta, tracciando i retroscena spirituali dell'evoluzione del genere umano. La sua seconda opera di rilievo fu La dottrina segreta, articolata in due volumi intitolati Cosmogenesi e Antropogenesi.

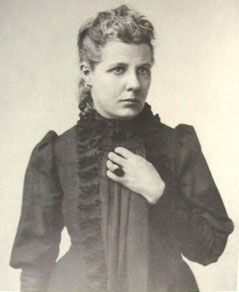
Annie Besant

Membri di spicco della Società Teosofica, che comprendeva personaggi come Thomas Edison e Abner Doubleday, furono i britannici Annie Besant e Charles Webster Leadbeater, quest'ultimo vescovo della Chiesa Cattolica Liberale. Besant incontrò a Londra la Blavatsky nel 1887, succedendole alla guida della Società alla sua morte nel 1891; socialista fabiana e appassionata militante femminista, trascorse molti anni in Asia e in particolare in India dove si batté per la sua liberazione politica. Disse di essere rimasta abbagliata dalla Dottrina segreta, grazie alla quale «tutti i miei rompicapo, enigmi e problemi sembravano dissolversi».

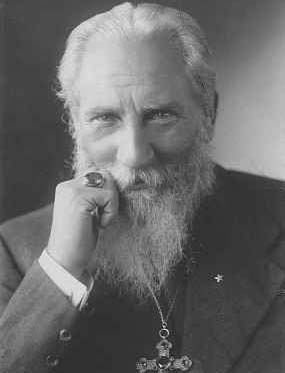
Charles Webster Leadbeater

Leadbeater, conosciuto come enfant terrible della teosofia e instancabile viaggiatore, pubblicò numerosi libri sull'anatomia occulta dell'essere umano, sulle entità che lo circondano, sui piani di esistenza dopo la morte, e sulle diverse forme di chiaroveggenza. Sosteneva che le sue capacità gli consentivano di attingere alla memoria universale del mondo, o cronaca dell'akasha, in cui sarebbero registrati tutti gli eventi, i pensieri e le immagini che hanno attraversato la storia del cosmo.
Altri esponenti di rilievo della Società Teosofica furono il britannico Geoffrey Hodson, studioso di yoga, buddhismo, e delle nature angeliche, anch'egli appartenente alla Chiesa Cattolica Liberale, e l'austriaco Rudolf Steiner, il quale tuttavia ne uscì nel 1913, prediligendo un approccio teosofico basato sul cristianesimo europeo anziché sulle commistioni orientali e induiste, oltre che in polemica con la promozione che la Besant e Leadbeater stavano facendo allora del giovane Jiddu Krishnamurti come nuovo Buddha e persino come nuovo Cristo reincarnato. Secondo Steiner, infatti, il Cristo non sarebbe potuto tornare fisicamente, ma solo come corpo eterico.

### La «scienza occulta» di Rudolf Steiner: l'antroposofia

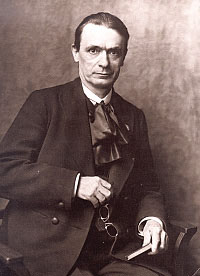
Rudolf Steiner

Richiamandosi al cristianesimo rosacrociano, Rudolf Steiner fondò così, insieme alla slava Marie von Sivers, la Società Antroposofica, sostenendo che la saggezza occulta, accessibile in epoche arcaiche grazie a poteri chiaroveggenti andati perduti, era ridiventata patrimonio degli uomini, essendo giunta nel 1899 la fine del periodo oscuro del Kali Yuga, che secondo le Sacre Scritture dei Veda è il punto di evoluzione più basso delle ere del mondo. Essendosi ora ridestate le facoltà umane di percepire i mondi spirituali, la Blavatsky aveva potuto ricevere l'ispirazione per l'Iside svelata, contenente secondo Steiner «tal somma di saggezza teosofica e occidentale, di cui solo una piccola parte fu finora compresa»; più tardi, tuttavia, «H.P. Blavatsky si allontanò dalla tradizione rosicruciana».
Essendo venuto il tempo di condividere col genere umano quel che è «occulto», Steiner riteneva dannoso l'influsso dei maestri astrali, perché distoglievano le persone dallo sforzo di imparare con i propri pensieri coscienti quella che egli considerava un'autentica «scienza spirituale» rigorosa. La sua concezione evolutiva dell'uomo come essere in divenire, proiettato verso una sempre maggiore autonomia, portava Steiner a enfatizzare la libertà umana, che è anche «libertà dalle macchinazioni delle logge occulte o della gerarchia mahatma».
Scopo dell'odierna iniziazione, cioè introduzione ai misteri occulti, è per Steiner la rivelazione del Cristo eterico, non più nelle forme sognanti dell'antica chiaroveggenza crepuscolare, ma con la coscienza solare richiesta dai nuovi tempi, conquistandosi attivamente la capacità di dirigere la propria evoluzione futura. 
(Rudolf Steiner,  Il mistero della volontà (PDF), novembre 1917)

### Altri movimenti occultistici
Nell'ottica di una divulgazione degli antichi insegnamenti occulti, adattati alla mentalità odierna, l'esoterista danese Max Heindel decise nel 1909 di pubblicare  La cosmogonia dei Rosacroce (PDF), che nella prima edizione si riconosceva debitrice della dottrina appresa da Steiner.

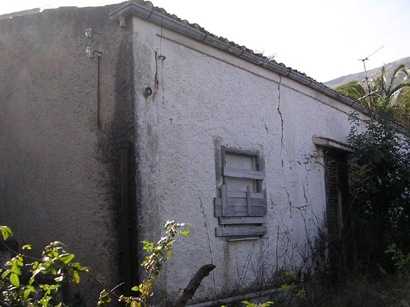
L'abbazia di Thélema a Cefalù, oggi in stato d'abbandono

Tra i pionieri del moderno occultismo è da annoverare poi il britannico Aleister Crowley, figura controversa, che si faceva chiamare provocatoriamente Bestia dell'Apocalisse 666, il cui circolo di adepti aveva sede in Sicilia nell'Abbazia di Thélema. 
Uomo di vasta cultura, si dedicò al tentativo di creare una «religione magica», detta Thelema, basata su rituali di magia sessuale, che privilegiavano la cosiddetta via della mano sinistra. Aderente alla Golden Dawn, società segreta britannica, da cui si distaccherà per fondare l'Ordo Templi Orientis, Crowley permeò del suo occultismo, anche in maniera sotterranea, il mondo del cinema, della musica, e della letteratura del Novecento; una sua immagine ad esempio verrà apposta dai Beatles sulla copertina del loro album Sgt. Pepper's. Il suo accostamento al satanismo, rimproveratogli dai suoi detrattori, viene ritenuto da altri puramente di facciata.

### Bailey e la new age
Tra le eredità della teosofia si inseriscono i lavori sull'occultismo della britannica Alice Bailey, che nel 1922 fondò a New York la casa editrice Lucifer Trust, che stamperà tra gli altri le opere di David Spangler, Fritjof Capra, Jonathan Porritt. La dottrina della Bailey si fondava sull'esigenza di riunire tutte le religioni in una sintesi universale, che dovrebbe preparare il terreno alla prossima Era dell'Aquario, sotto la guida di una cerchia di adepti spirituali, detta «Fratellanza Bianca», che risiderebbero in forme non visibili in vari luoghi della Terra, da Luxor allo Yucatán, dall'Ungheria al Tibet.
Dalle idee della Bailey si svilupperanno quelle della cosiddetta new age, o appunto corrente della «nuova era».

## Rapporti con altre discipline

### Esoterismo
La distinzione risalente a René Guénon tra esoterismo ed occultismo, che vedrebbe il primo ancorato a pratiche tradizionali specifiche, riservate a pochi eletti, come l'alchimia, la magia o l'astrologia, e il secondo rivendicare l'universalità dei propri simboli e rituali, sembra essersi sempre più attenuata.
La critica di Guénon che denunciava il carattere non tradizionale di ogni forma di occultismo, non derivante cioè da istituzioni iniziatiche regolarmente fondate, «inutilizzabili al di fuori della civiltà per cui è stata creata», ha di fatto investito lo stesso esoterismo, rendendolo equiparabile a un sincretismo privo di vocazione universale.

È stato rilevato infatti come una critica siffatta potrebbe riguardare al massimo l'abuso dei poteri occulti nell'ambito di un particolare contesto, ma non i fondamenti di questi stessi poteri, quando siano ritenuti espressioni di valori cosmici di un'unica Tradizione o Scienza comune.
(Raymond Abellio, Robert Amadou, in Ere du Verseau, Parigi, Albatros, 1979, pag. 52)
Più in generale, qualora si intenda stabilire una differenza, l'occultismo è definibile come l'aspetto pratico dell'esoterismo, il quale viceversa ne costituisce la base teorica e dottrinale.

### Spiritismo
Altri significati legano l'occultismo allo spiritismo, ma pur sempre come studio della verità ultima, e della saggezza nascosta sotto la superficie delle apparenze. In tal caso può avere a che fare con oggetti come talismani, con la stregoneria e il voodoo, ma anche con percezioni extrasensoriali e la numerologia.

## In Italia
Una delle prime inchieste condotte in Italia sul tema, stimava nel 1989 un giro d'affari annuo di 1.500 miliardi di lire. Cecilia Gatto Trocchi, coordinatrice dello studio, muovendo da un punto di vista antropologico, suggerì una tipizzazione degli operatori dell'occulto in:
- una classe di "rampanti organizzati": approcciano l'occulto come una scienza, coerente e potenziata dai propri titoli di studio universitari, organizzandosi in albi, sindacati o associazioni, e sfruttando le nuove tecnologie;
- gli occultisti: si raccolgono in sette centrate intorno alla figura di un capo carismatico, aperte a tutte le estrazioni sociali e con una comunione di beni o idee indirizzata a un fine collettivo e comune;
- gli esoterici: propongono una via di salvezza personale e individuale, riservata a pochi eletti.

Secondo la statistica, circa il 78% preferiva autodefinirsi parapsicologo e il restante 22% si dichiarava appartenente alla compagine di maghi, guaritori e medium.
Il 57% sosteneva di ricevere poteri soprannaturali da Dio, il 3% da Satana, il 21% da forze misteriose, solo l'8% da potenzialità recondite o doni specifici della propria psiche.